# Ladbroke Grove
Ladbroke Grove est une avenue de la ville de Londres.

## Situation et accès

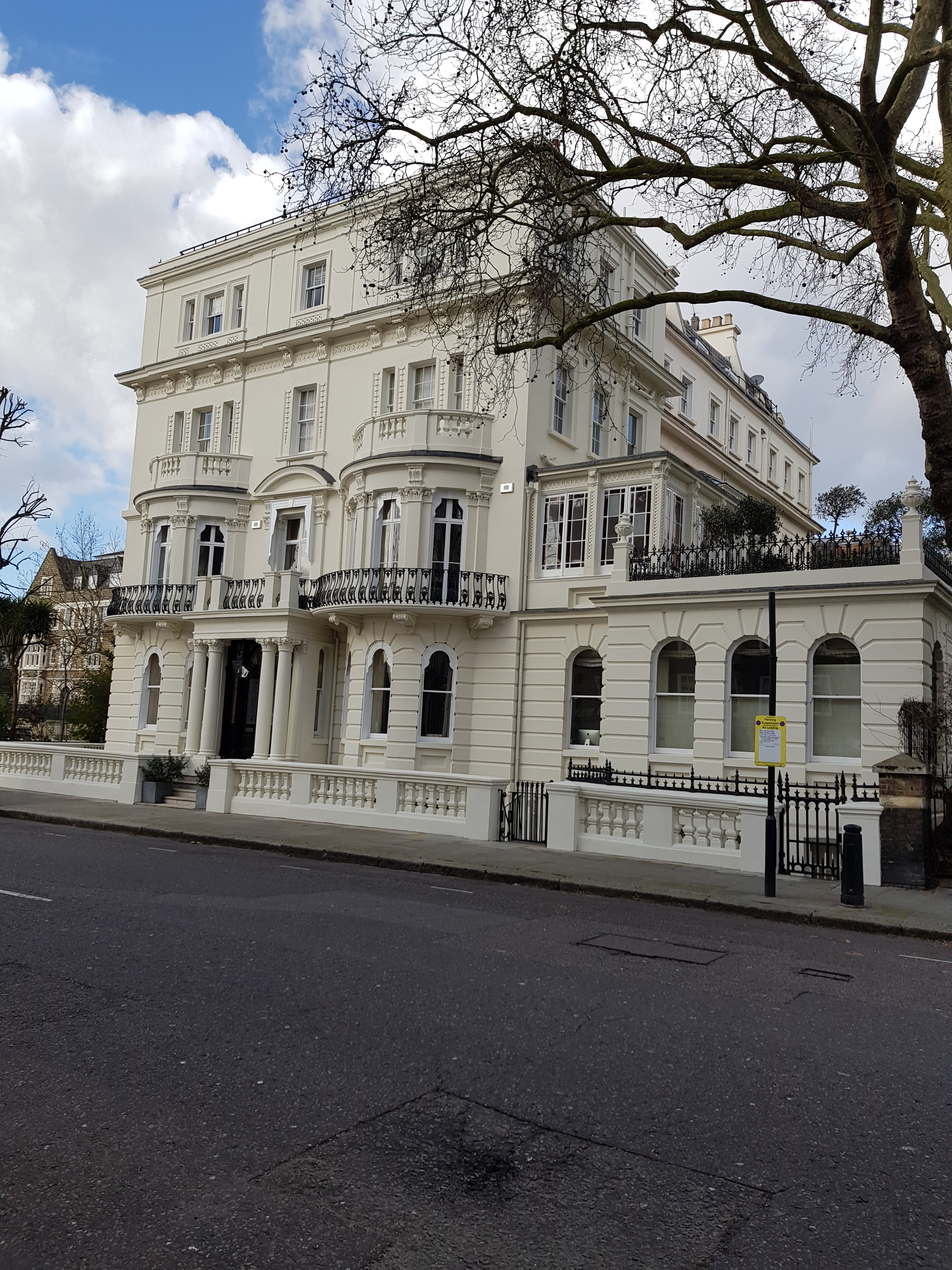
Nos 36-40 (et 24, Kensington Park Gardens).

Elle est située dans le quartier de Notting Hill, dans le district de Kensington et Chelsea, qu'elle traverse en son milieu du nord au sud et dont elle constitue l'artère principale.
La rue a donné son nom au quartier qui l'entoure, qui couvre le nord de Notting Hill, à côté de Kensal Green (voir par exemple Ladbroke Square, un square que Ladbroke Grove longe à l'ouest). 
Le quartier est desservi par la station de métro Ladbroke Grove, qui se trouve sur l'avenue, où circulent les trains des lignes  Circle  Hammersmith & City.
Le carnaval de Notting Hill, en août, se déroule en partie sur l’avenue.

## Origine du nom
Le nom vient de la famille Ladbroke, propriétaire des terrains, qui est à l'origine de l'aménagement du quartier de Notting Hill dans les années 1840.
Il n'existe pas moins de sept noms de rues, dans le quartier, faisant référence à la famille Ladbroke.

## Historique
- Un certain Richard Ladbroke fait l’acquisition de deux fermes au nord de Notting Hill au milieu du XVIIIe siècle. Des rues commencent à être aménagées sur le site dans les années 1820[1].
- En 1837, un hippodrome est aménagé à l’endroit où se rejoignent à présent Kensington Park Gardens et Ladbroke Grove mais il doit fermer ses portes en 1841.
- En 1999, la section de la Great Western Main Line dans le quartier a été le lieu d'un grave accident ferroviaire, causé par un système d'arrêt défaillant à un feu rouge.

## Bâtiments remarquables et lieux de mémoire

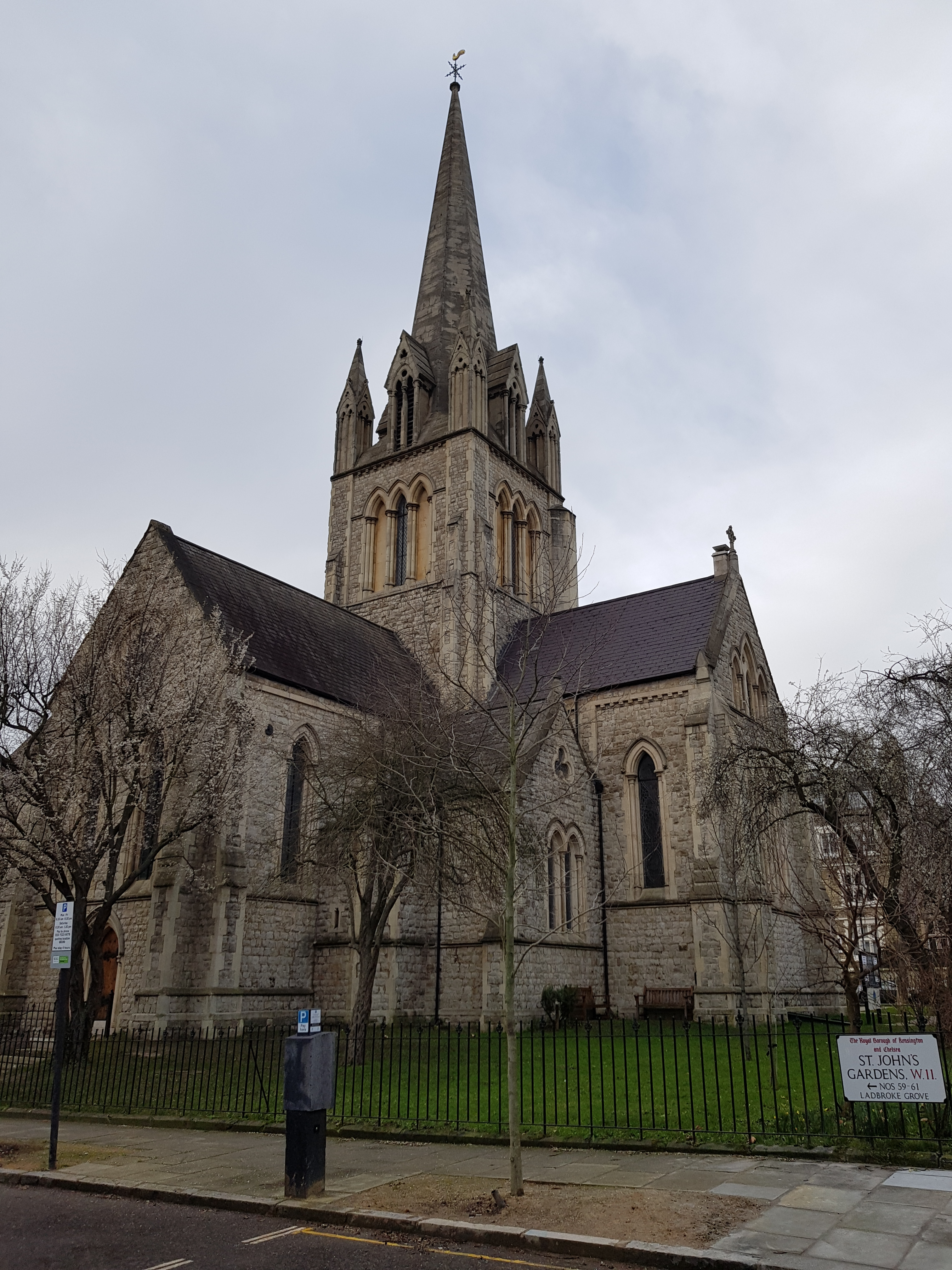
St John's Church.

- St John's Church ; église de style néogothique construite en 1845 par les architectes John Hargrave Stevens et George Alexander au sommet de la colline de Notting Hill.
- Nos 36-40 (et 24, Kensington Park Gardens) : maison classée de grade II, construite en 1854 par l’architecte Thomas Allom[2].
- No 65 : immeuble d'habitation conçu par l'architecte Maxwell Fry en 1933[3].